# Lincoln County (Maine)
Lincoln County ist ein County im Bundesstaat Maine der Vereinigten Staaten von Amerika. Der Sitz der Countyverwaltung, die Shire Town, befindet sich in Wiscasset.

## Geographie
Nach Angaben dem U.S. Census Bureau hat das County eine Gesamtfläche von 1812 Quadratkilometern. Davon sind 631 Quadratkilometer, entsprechend 34,84 Prozent, Wasserflächen. Das County grenzt im Uhrzeigersinn an die Countys: Kennebec County, Waldo County, Knox County und Sagadahoc County.

## Geschichte
Lincoln County war bis 1820 ein Teil des Bundesstaats Massachusetts. Durch den Missouri-Kompromiss wurde Lincoln County von Massachusetts abgetrennt und wurde mit den restlichen Teil von Maine Teil des am 15. März als 23. Bundesstaat aufgenommenen Maine.
Drei Stätten des Countys haben aufgrund ihrer geschichtlichen Bedeutung den Status einer National Historic Landmark, das Nickels-Sortwell House, die Pemaquid Archeological Site und die Perkins Homestead. Insgesamt sind 104 Bauwerke und Stätten des Countys im National Register of Historic Places eingetragen (Stand 11. November 2017).

## Demografische Daten

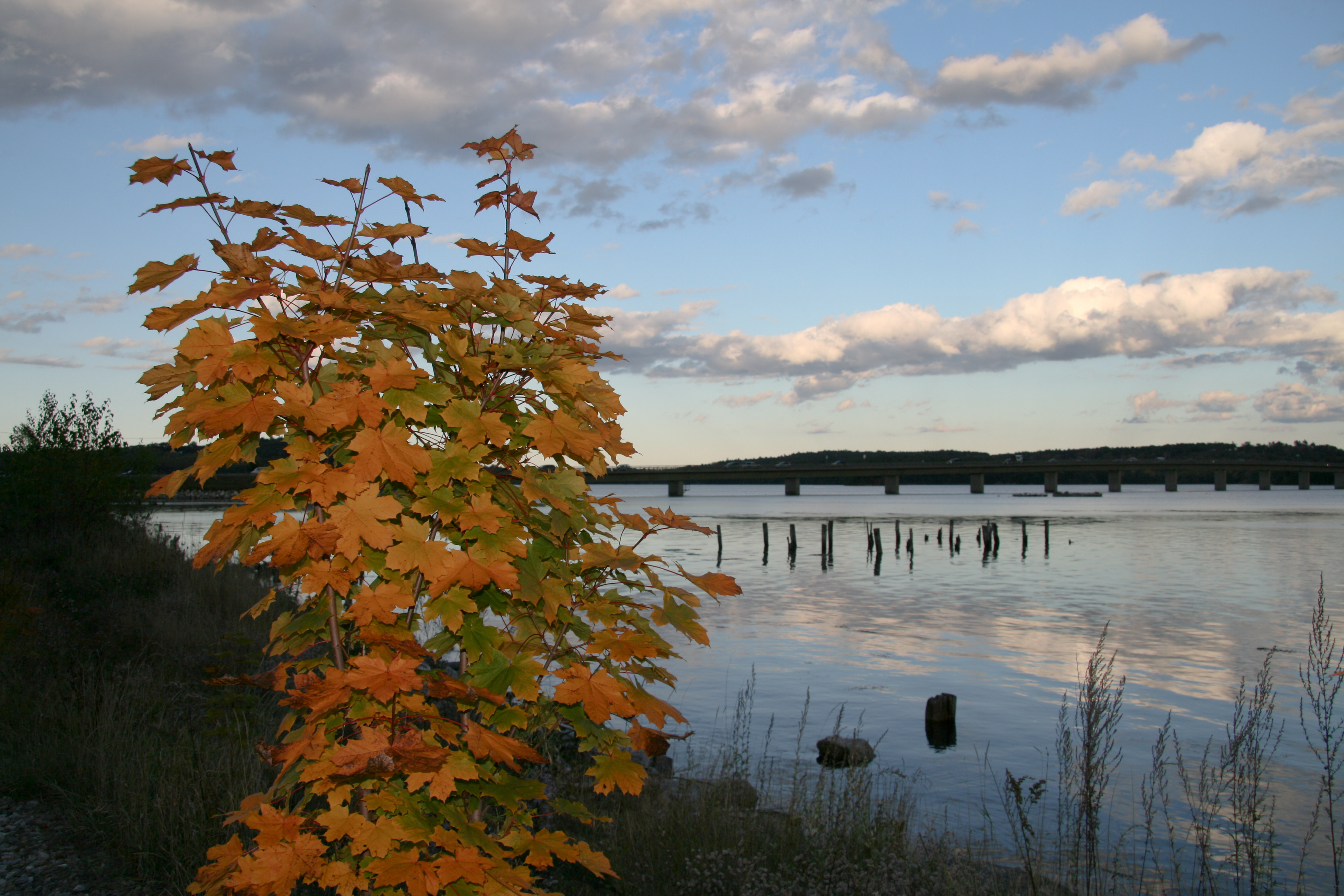
Der Sheepscot River

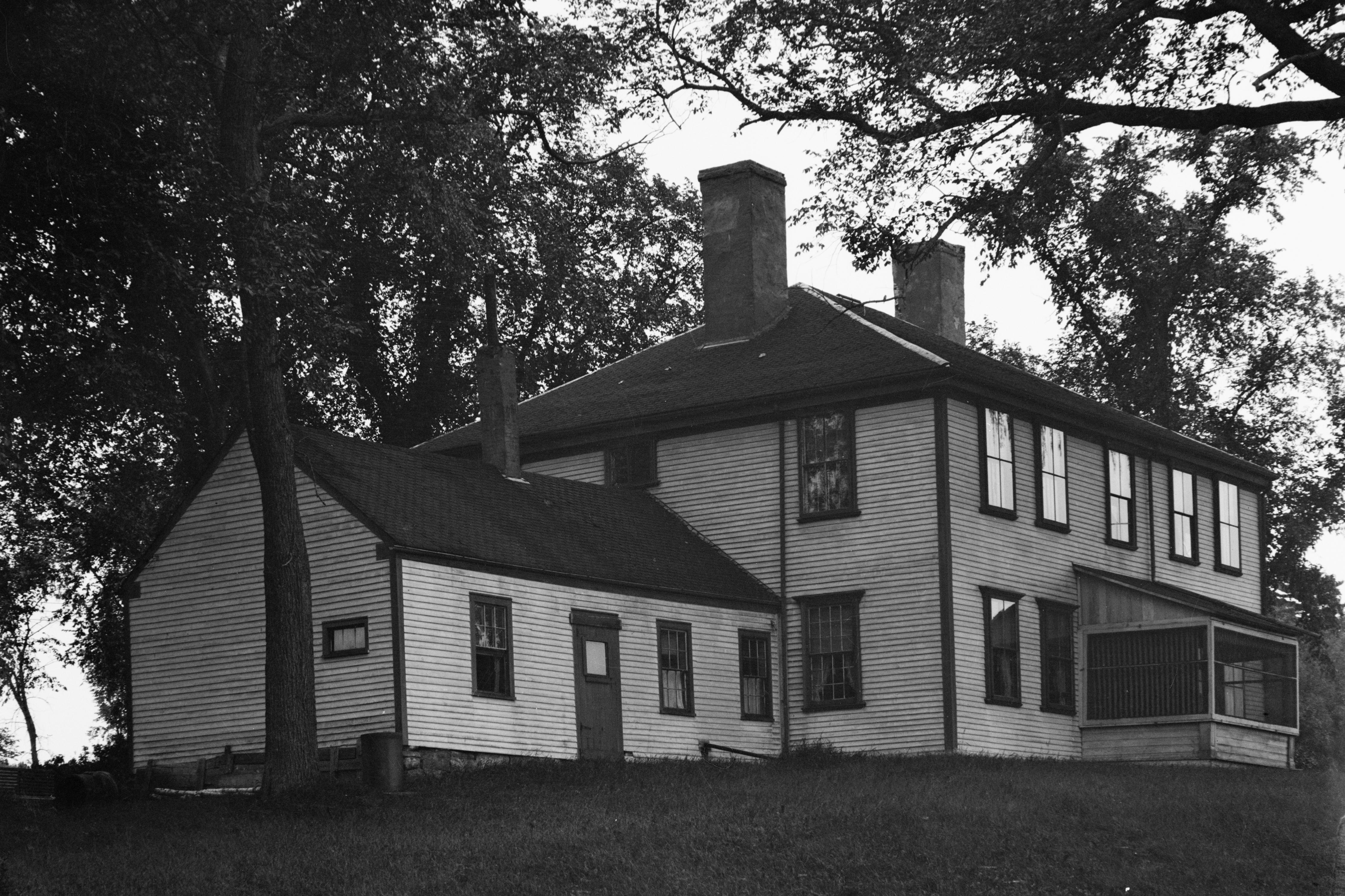
Das Bowman-Carney House, gelistet im NRHP mit der Nr. 71000071

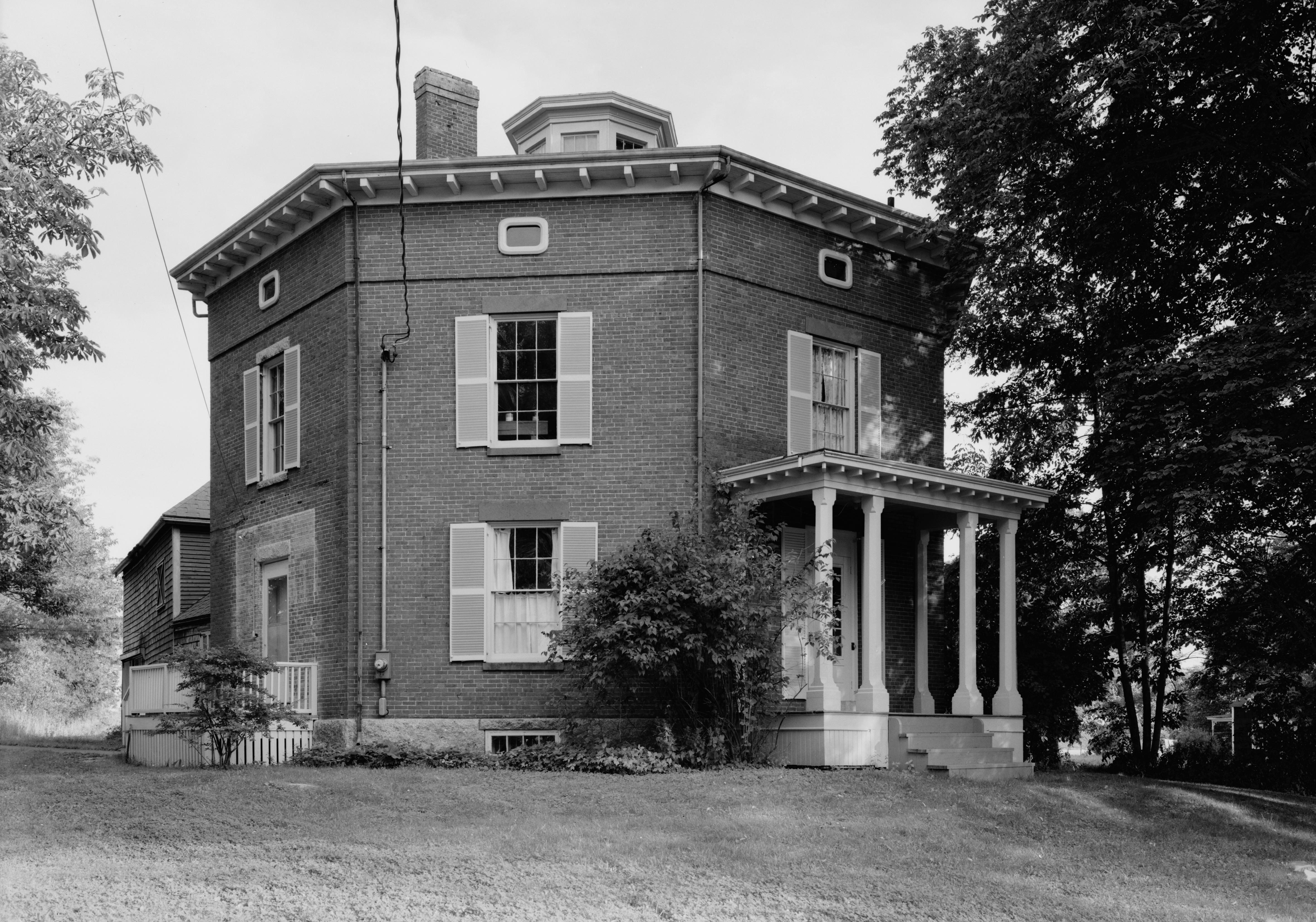
Das George Scott Octagonal House, gelistet im NRHP mit der Nr. 72000104

Nach der Volkszählung im Jahr 2000 lebten im County 33.616 Menschen. Es gab 14.158 Haushalte und 9.542 Familien. Die Bevölkerungsdichte betrug 28 Einwohner pro Quadratkilometer. Ethnisch betrachtet setzte sich die Bevölkerung zusammen aus 98,46 % Weißen, 0,17 % Afroamerikanern, 0,26 % amerikanischen Ureinwohnern, 0,37 % Asiaten, 0,02 % Bewohnern aus dem pazifischen Inselraum und 0,10 % aus anderen ethnischen Gruppen; 0,61 % stammten von zwei oder mehr ethnischen Gruppen ab. 0,46 % der Bevölkerung waren spanischer oder lateinamerikanischer Abstammung.
Von den 14.158 Haushalten hatten 28,20 % Kinder und Jugendliche unter 18 Jahre, die bei ihnen lebten. 56,10 % waren verheiratete, zusammenlebende Paare, 7,70 % waren allein erziehende Mütter. 32,60 % waren keine Familien. 26,70 % waren Singlehaushalte und in 12,10 % lebten Menschen im Alter von 65 Jahren oder darüber. Die Durchschnittshaushaltsgröße betrug 2,35 und die durchschnittliche Familiengröße lag bei 2,82 Personen.
Auf das gesamte County bezogen setzte sich die Bevölkerung zusammen aus 22,70 % Einwohnern unter 18 Jahren, 5,50 % zwischen 18 und 24 Jahren, 25,60 % zwischen 25 und 44 Jahren, 28,10 % zwischen 45 und 64 Jahren und 18,20 % waren 65 Jahre alt oder darüber. Das Durchschnittsalter betrug 43 Jahre. Auf 100 weibliche Personen kamen 95,10 männliche Personen, auf 100 Frauen im Alter ab 18 Jahren kamen statistisch 92,00 Männer.

Das jährliche Durchschnittseinkommen eines Haushalts betrug 38.686 USD, das Durchschnittseinkommen der Familien betrug 45.427 USD. Männer hatten ein Durchschnittseinkommen von 31.209 USD, Frauen 23.161 USD. Das Prokopfeinkommen betrug 20.760 USD. 10,10 % der Bevölkerung und 6,60 % der Familien lebten unterhalb der Armutsgrenze. 12,80 % davon waren unter 18 Jahre und 9,50 % waren 65 Jahre oder älter.

## Städte und Gemeinden
Lincoln County ist unterteilt in 20 Verwaltungseinheiten; eine als Plantation, die anderen in der Form einer Towns organisiert. Zwei Ansiedlungen, das ursprünglich als Plantation organisierte Hibberts Gore und die ehemalige Plantation Louds Island haben ihre eigenständigen Rechte inzwischen verloren. Zudem gibt es 2 Villages ohne eigenständige Rechte, die Teil einer Town sind.
| Ortschaft       | Status     | Einwohner (2010) | Gesamte Fläche [km²] | Landfläche [km²] | Bevölkerungsdichte [Einwohner / km²] | Gründung         | Besonderheit           |
| --------------- | ---------- | ---------------- | -------------------- | ---------------- | ------------------------------------ | ---------------- | ---------------------- |
| Alna            | Town       | 710              | 55,2                 | 54,1             | 13,1                                 | 25. Juni 1794    |                        |
| Boothbay Harbor | Town       | 2.027            | 23,9                 | 14,8             | 137,3                                | 16. Feb. 1889    |                        |
| Boothbay        | Town       | 3.003            | 186,0                | 56,8             | 52,9                                 | 3. Nov. 1764     |                        |
| Bremen          | Town       | 823              | 70,9                 | 42,7             | 19,3                                 | 19. Feb. 1828    |                        |
| Bristol         | Town       | 2.834            | 202,6                | 88,0             | 32,2                                 | 21. Juni 1765    |                        |
| Damariscotta    | Town       | 2.297            | 38,1                 | 32,2             | 71,4                                 | 15. März 1848    |                        |
| Dresden         | Town       | 1.725            | 85,9                 | 79,4             | 21,7                                 | 25. Juni 1792    |                        |
| Edgecomb        | Town       | 1.188            | 53,8                 | 46,8             | 25,4                                 | 3. März 1774     |                        |
| Jefferson       | Town       | 2.551            | 58,6                 | 52,6             | 18,7                                 | 24. Feb. 1807    |                        |
| Monhegan        | Plantation | 64               | 11,7                 | 2,2              | 29,1                                 | 4. Sep. 1839     |                        |
| Newcastle       | Town       | 1.848            | 84,4                 | 75,2             | 24,6                                 | 19. Juni 1753    |                        |
| Nobleboro       | Town       | 1.791            | 60,4                 | 49,3             | 36,5                                 | 20. Nov. 1788    |                        |
| Somerville      | Town       | 600              | 59,1                 | 56,8             | 10,6                                 | 25. März 1858    |                        |
| South Bristol   | Town       | 1.127            | 76,9                 | 33,9             | 33,2                                 | 26. März 1915    |                        |
| Southport       | Town       | 622              | 60,0                 | 14,0             | 44,7                                 | 12. Feb. 1842    |                        |
| Waldoboro       | Town       | 5.154            | 204,3                | 185,2            | 27,8                                 | 29. Juni 1773    |                        |
| Westport Island | Town       | 718              | 36,9                 | 22,8             | 31,5                                 | 5. Feb. 1828     |                        |
| Whitefield      | Town       | 2.408            | 123,1                | 121,3            | 19,9                                 | 19. Juni 1809    |                        |
| Wiscasset       | Town       | 3.742            | 71,6                 | 63,8             | 58,7                                 | 13. Februar 1760 | Shire Town des Countys |

Für statistische Zwecke sind 5 Census-designated places eingerichtet, dies sind:
- Boothbay Harbor (CDP) (1237)
- Damariscotta (CDP) (1142)
- Newcastle (CDP) (667)
- Waldoboro (CDP) (1291)
- Wiscasset (CDP) (1203)

Weitere Villages ohne eigenständige Rechte:
- Bayville
- New Harbor